# Estadi Ciudad de Lanús – Néstor Díaz Pérez
L'Estadi Ciudad de Lanús-Néstor Díaz Pérez, també conegut com La Fortaleza, és un estadi de futbol de la ciutat de Lanús, a l'Argentina. El nom del club fa referència a un antic president, promotor de la construcció de l'estadi.
És la seu del Club Atlético Lanús. Té una capacitat per a 47.027 espectadors i fou inaugurat el 24 de febrer de 1929.

## Referències

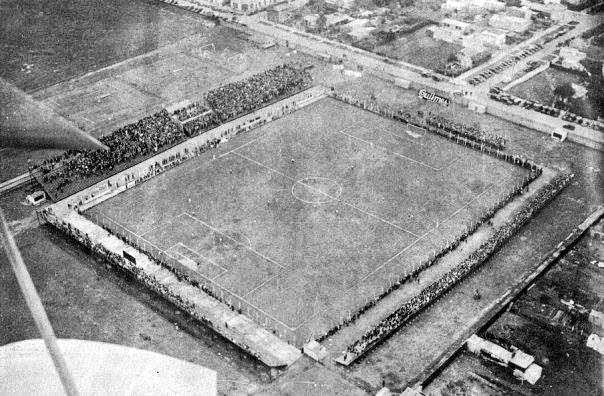
Vista aèria el 1938.